# AG Carinae
 AG Carinae (AG Car) ist ein  20.000 Lichtjahre entfernter Stern im Sternbild Carina. Der Stern ist als Leuchtkräftiger Blauer Veränderlicher klassifiziert und ist einer der leuchtkräftigsten Sterne der Milchstraße. Aufgrund der großen Entfernung und des dazwischenliegenden Staubes kann er jedoch nicht mit dem bloßen Auge beobachtet werden: Seine scheinbare Helligkeit schwankt zwischen 5,7m und 9,0m.
Der Stern wird von einem massereichen Nebel umgeben, der aus der Materie des starken Sternwindes besteht. Der Stern ist scheinbar in einem Übergangsbereich von einem Wolf-Rayet-Stern und einem Blauen Überriesen der Spektralklasse O, und die Spektralklasse variiert zwischen WN11 bei geringerer visueller Helligkeit und einem frühen A-Hyperriesen im Maximum.

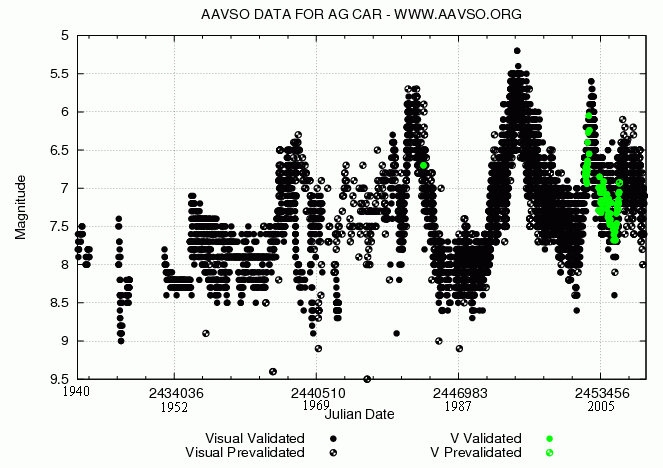
Scheinbare Helligkeit von AG Car zwischen dem 1. Januar 1940 und dem 23. November 2010